# Альфонсо II (граф Провансу)
Альфонсо II Беренгер (ісп. Alfonso II; 1180—1209) — граф Провансу у 1196—1209 роках.

## Життєпис
Походив з Барселонського дому. Другий син Альфонсо ІІ, короля Арагону, графа Барселонського і Прованського, та Санчи Кастильської. Народився 1180 року в Барселоні. 1185 року оголошується спадкоємцем у графствах Прованс, Жеводан і Карла. 1193 року батько влаштував шлюб Альфонсо Беренгера зі спадкоємицею графства Форкальк'є. 1194 року номінально отримав графство Прованс. 1195 року його батько підтвердив умови мирного договору з Тулузьким графством від 1176 року.
1196 року після смерті батька Альфонсо Беренгер остаточно перебрав владу в Провансі, Жеводані, Карла і Родезі. Його першим радником стає стрийко Санчо Руссільйонський. Невдовзі новий володар Провансу стикнувся з небажанням Вільгельма IV, графа Форкальк'є визнавати сюзеренітет Провансу. На допомогу останньому прийшли Раймунд VI, граф Тулузький, Гуго III де Бо, Вільгельм II де Бо, князь Оранський, Ронцелін, віконт Марселю. 1199 року вороги взяли в облогу місто Екс-ан Прованс, сплюндрувавши навколишні землі, проте місто і замок васали Альфонсо II Беренгера захистили.
1202 року граф Провансальський виступив проти союзу графа Вільгельма IV де Форкальк'є і Гіга VI Андре, дофіна В'єннського, що було закріплено шлюбним договором, за яким останній отримав графства Гап й Ембрун. Це було зроблено в обхід сюзерена Форкальк'є — Альфонсо II. Війська Провансу завдали поразки Вільгельму IV, захопивши місто Систерон й змусивши визнати зверхність Альфонсо II. 1203 року укладено новий мирний договір з Вільгельмом IV. Але вже 1204 року поновив війну з останнім. Цього разу вона виявилася невдалою для прованського графа, який потрапив у полон. В результаті вимушений був погодитися на передачу Гапа і Ембруна дофіну В'єннському.
2 лютого 1209 року Альфонсо II вирушив з арагонськими, каталонськими та провансальськими шляхтичами до Палермо, щоб супроводжувати сестру Констанцію — наречену Фрідріха Гогенштауфена, короля Сицилії. Невдовзі граф Провансу помер в Палермо під час якоїсь епідемії. Його спочатку було поховано в соборі Палермо, згодом перевезено до гробниці у каплиці госпітальєрів в Екс-ан-Провансі. Провансальське графство успадкував син Раймон Беренгер IV.

## Родина
Дружина — Гарсенде, доньці Реньє I де Сабрана, сеньйора Кайлара та Ансуї.
Діти:
- Раймон Беренгер (1198—1245), граф Провансу, Жеводану і Форкальк'є
- Гарсенда (д/н—після 1264), дружина Вільгельма II де Монкада, віконата Беарну